# Algatocín
Algatocín è un comune spagnolo di 970 abitanti situato nella comunità autonoma dell'Andalusia.